# Classe X (sommergibile Italia)
La classe X è stata una classe di sommergibili della Regia Marina.

## Caratteristiche
Progettati dal colonnello del Genio Navale Curio Bernardis e derivati dal sommergibile X 1, ex tedesco UC. 12 affondato nel golfo di Taranto su una delle sue stesse mine e recuperato, costituirono la prima classe di sommergibili posamine della Regia Marina.
Rispetto all’X 1 avevano una maggior capacità di trasporti delle mine (il dislocamento era più del doppio) e la possibilità di imbarcare un cannone Armstrong da 76/30 mm.
Lo scafo era a sezioni circolari con doppifondi esterni; la profondità di sicurezza era di 53 metri.
Nel primo dopoguerra l'armamento fu incrementato con l'aggiunta di altri due tubi lanciasiluri da 450 mm, collocati esternamente.
Complessivamente la loro riuscita fu piuttosto mediocre, causa la scarsa velocità e la poca manovrabilità.

## Unità
La classe era composta da due unità:
- X 2
- X 3

Furono, assieme alle unità della classe H, gli unici sommergibili a servire la Regia Marina in entrambe le guerre mondiali.
Nel corso del prima guerra mondiale svolsero attività di minamento in Adriatico con la posa di alcuni campi minati, senza tuttavia cogliere successi, anche perché entrambi entrarono in servizio quando la guerra era ormai alla fine.
Nel primo dopoguerra vennero temporaneamente messi in riserva e poi riammessi in servizio fino al 1936-1937, quando in momenti diversi furono entrambi destinati alla Scuola Sommergibili di Pola.
Durante la seconda guerra mondiale la loro operatività fu quasi nulla (solo poche missioni di trasferimento) venendo radiati dal servizio attivo già il 16 settembre 1940, a soli tre mesi dall'entrata in guerra dell'Italia. Sopravvissuti alle vicende belliche, furono radiati definitivamente nel 1946 e avviati alla demolizione.